# Philibertia longistyla
Philibertia longistyla är en oleanderväxtart som beskrevs av Goyder. Philibertia longistyla ingår i släktet Philibertia och familjen oleanderväxter. Inga underarter finns listade i Catalogue of Life.